# Marshalliana
Marshalliana är ett släkte av fjärilar. Marshalliana ingår i familjen träfjärilar.
Kladogram enligt Catalogue of Life:
| Marshalliana | \| \| Marshalliana bivittata \| \| \| \| \| \| Marshalliana jansei \| \| \| \| |
|              | \| \| Marshalliana bivittata \| \| \| \| \| \| Marshalliana jansei \| \| \| \| |
|              | Marshalliana bivittata                                                         |
|              |                                                                                |
|              | Marshalliana jansei                                                            |
|              |                                                                                |